# Římskokatolická farnost Ostrava-Moravská Ostrava
Římskokatolická farnost Ostrava-Moravská Ostrava je farnost římskokatolické církve v děkanátu Ostrava ostravsko-opavské diecéze.
Farním kostelem je katedrála Božského Spasitele v Moravské Ostravě, novorenesanční trojlodní bazilika z let 1883–1889 a od roku 1996 sídelní kostel ostravsko-opavského biskupa. Původně byl farním kostelem chrám svatého Václava, poprvé připomínaný k roku 1297. První zmínka o samotné farnosti pochází z roku 1389. K 1. lednu 1927 byl farní status přesunut z kostela svatého Václava na chrám Božského Spasitele.

## Seznam duchovních správců
- před 2007 – 2024 Jan Plaček
- od 2024 Vítězslav Řehulka

## Kostely ve farnosti
- farní kostel: katedrála Božského Spasitele v Moravské Ostravě
- filiální kostel svatého Václava v Moravské Ostravě
- rektorátní kostel svatého Josefa v Moravské Ostravě